# Friedhof Hirschstetten

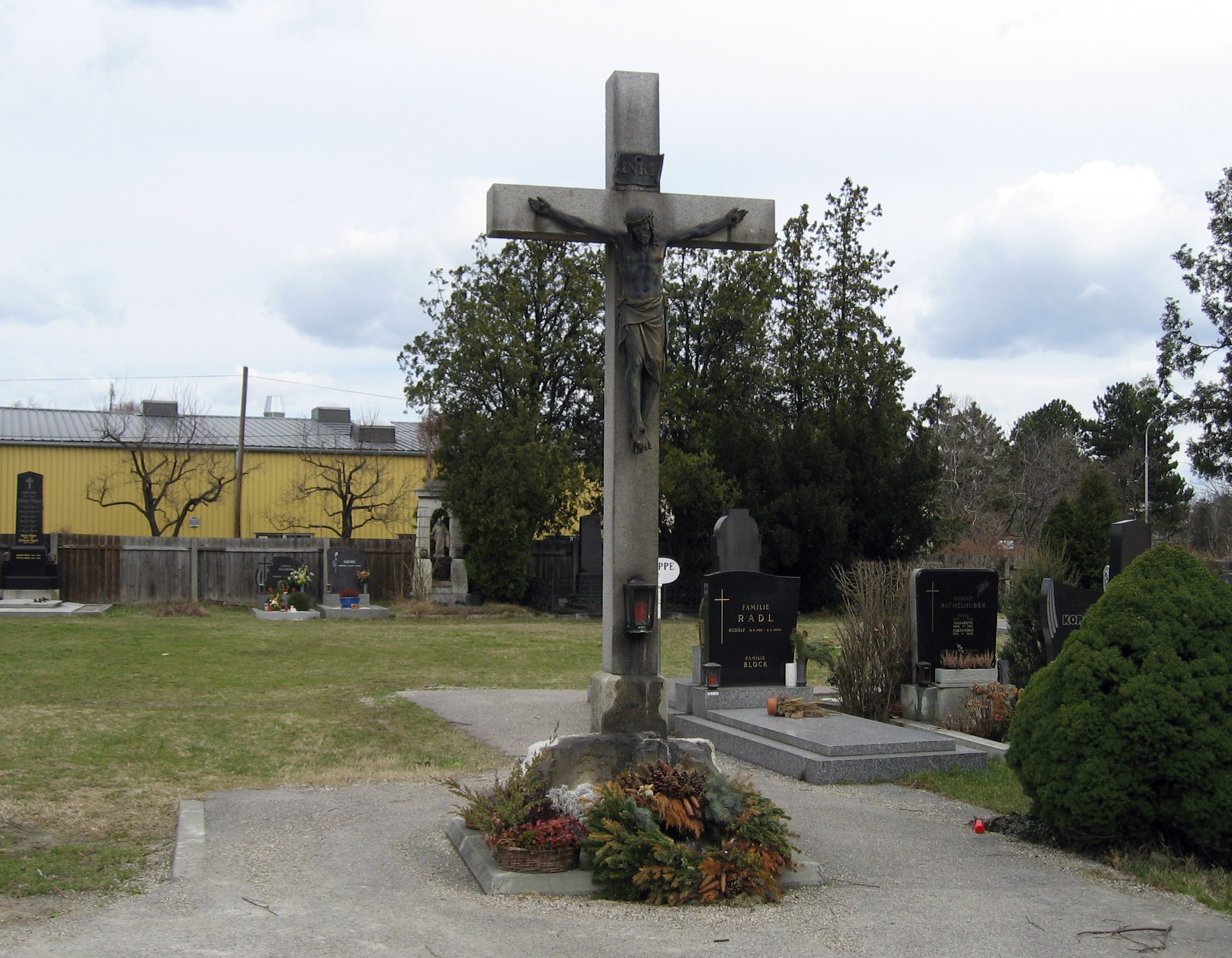
Friedhof Hirschstetten

Der Friedhof Hirschstetten ist ein Friedhof im 22. Wiener Gemeindebezirk Donaustadt.

## Lage

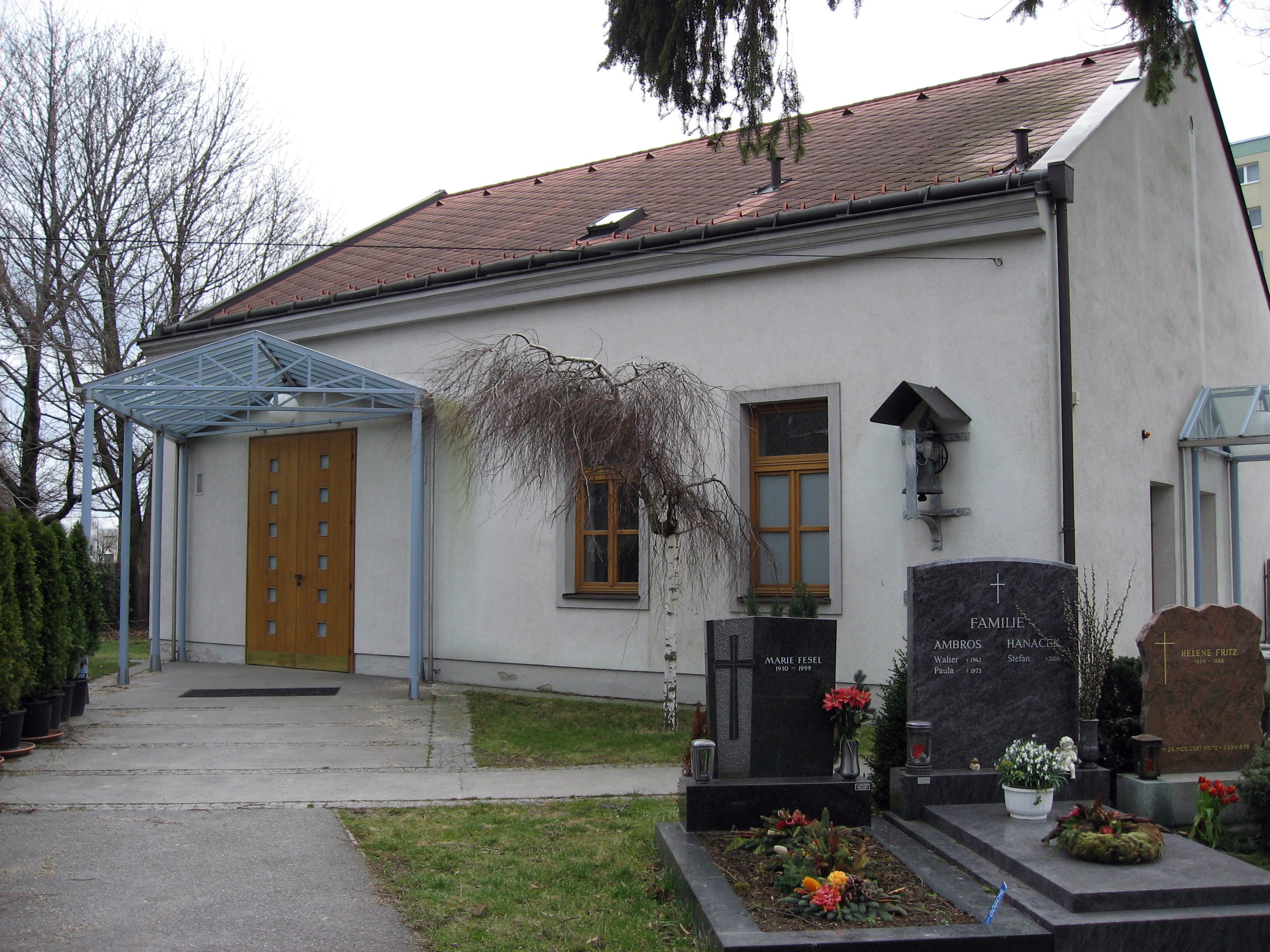
Aufbahrungshalle

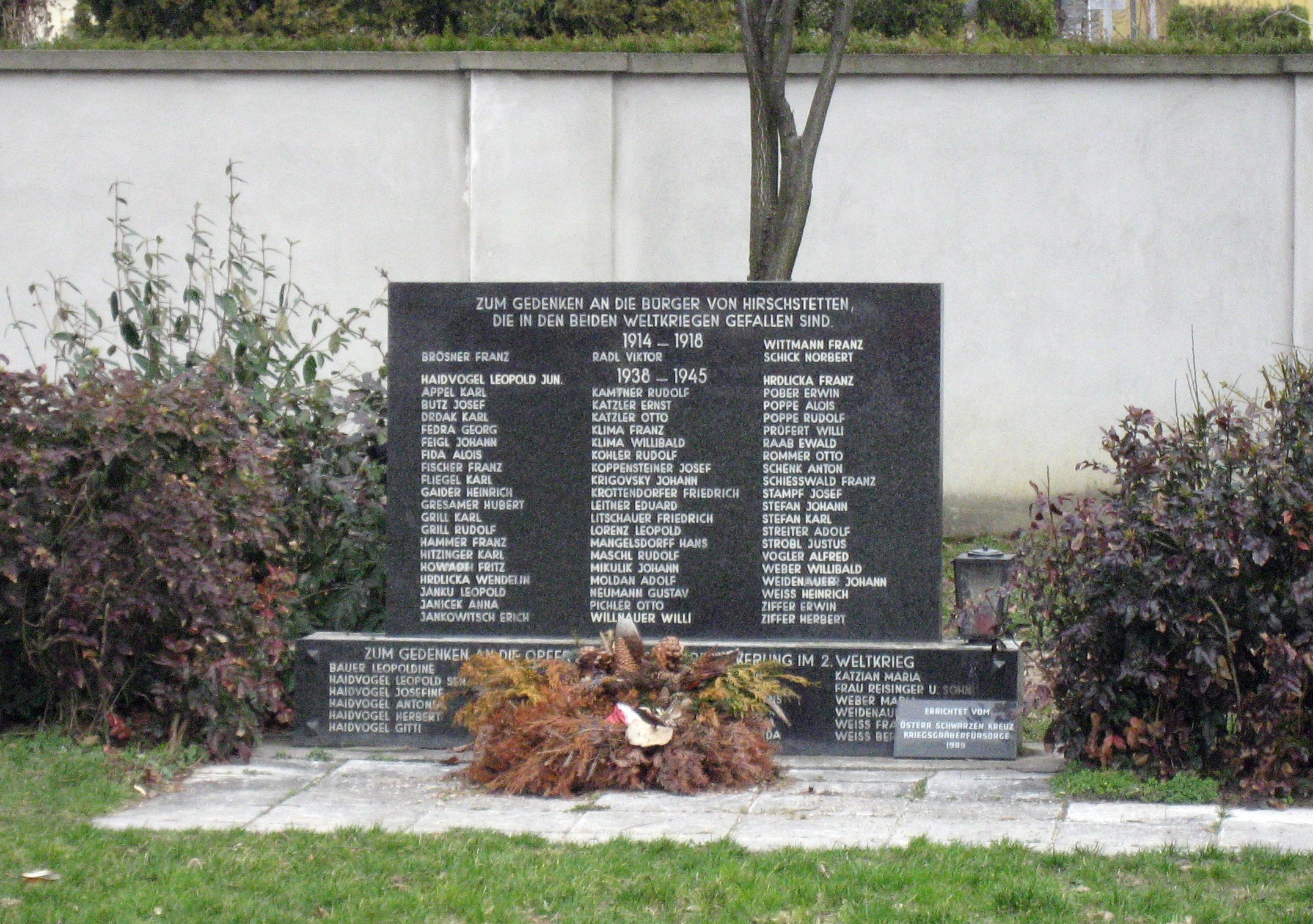
Gedenkstein für Kriegsopfer

Der Friedhof Hirschstetten liegt im nördlichen Teil des Bezirkes Donaustadt im Bezirksteil Hirschstetten zwischen den Straßenzügen Spargelfeldstraße, Am Friedhof und Quadenstraße. Der Haupteingang liegt in der Quadenstraße 11. Während die Quadenstraße und die Straße Am Friedhof den Friedhof im Norden und Osten direkt begrenzen, bestehen im Westen und Süden noch unverbaute Grundstücke. Der Friedhof von Hirschstetten umfasst eine Fläche von 5.959 Quadratmeter und beherbergt 755 Grabstellen. Er ist damit der sechstkleinste städtische Friedhof Wiens.

## Geschichte
Hirschstetten gehörte ursprünglich zur Pfarre Kagran. Daher wurden die Toten ursprünglich auf dem Kagraner Pfarrfriedhof beerdigt. Da der Transport der Leichen nach Kagran bei schlechter Witterung und bei „allfälligen Epidemien von sanitätspolizeilichem Standpunkt nachteilig erschien“, ersuchte die Gemeinde Hirschstetten die Bezirkshauptmannschaft von Groß-Enzersdorf um die Genehmigung eines eigenen Friedhofes. Dem Ansuchen wurde unter der Bedingungen der Errichtung einer Einfriedung und einer Totenkammer stattgegeben. Der Friedhof wurde am 21. April 1872 geweiht und erstmals 1878 belegt. Zuvor waren die Toten weiterhin in Kagran bestattet worden.
Der Friedhof von Hirschstetten wurde 1916 durch angrenzende Grundstücke erweitert. Da die Umgebung des Friedhofes jedoch zunehmend verbaut wurde, sah ein Beschluss des Gemeinderates 1923 die baldige Auflösung des Friedhofes vor. Der Gemeinderat hielt auch 1926 an der Auflösung fest, gestattete jedoch die Nutzung unbelegter Grabstellen. Der Friedhof wurde in der Folge weiterhin genutzt, 1928 erfolgte der Umbau des Totengräberwohnhauses in einen Aufbahrungsraum. Nach Instandsetzungsmaßnahmen nach dem Ende des Zweiten Weltkriegs wurde 1952 die Vergabe neuer und heimgefallener Gräber verboten. 1953 beschloss der Wiener Gemeinderat den Hirschstettner Friedhof sowie weitere Wiener Friedhöfe bis 1975 zu schließen. Die Vergabe heimgefallener Gräber wurde jedoch 1957 bis 1965 mit der Einschränkung genehmigt, dass das Nutzungsrecht ebenfalls Ende 1975 erlöschen würde. Im Mai 1975 wurde die Sperre der Friedhöfe um zehn Jahre verschoben, 1980 kippte schließlich eine Volksbefragung der Wiener Bevölkerung das Gesetz und der Wiener Gemeinderat hob im September 1980 das Gesetz auf. Der Hirschstettner Friedhof konnte somit weiterbestehen.

## Ehrenhalber gewidmete Gräber

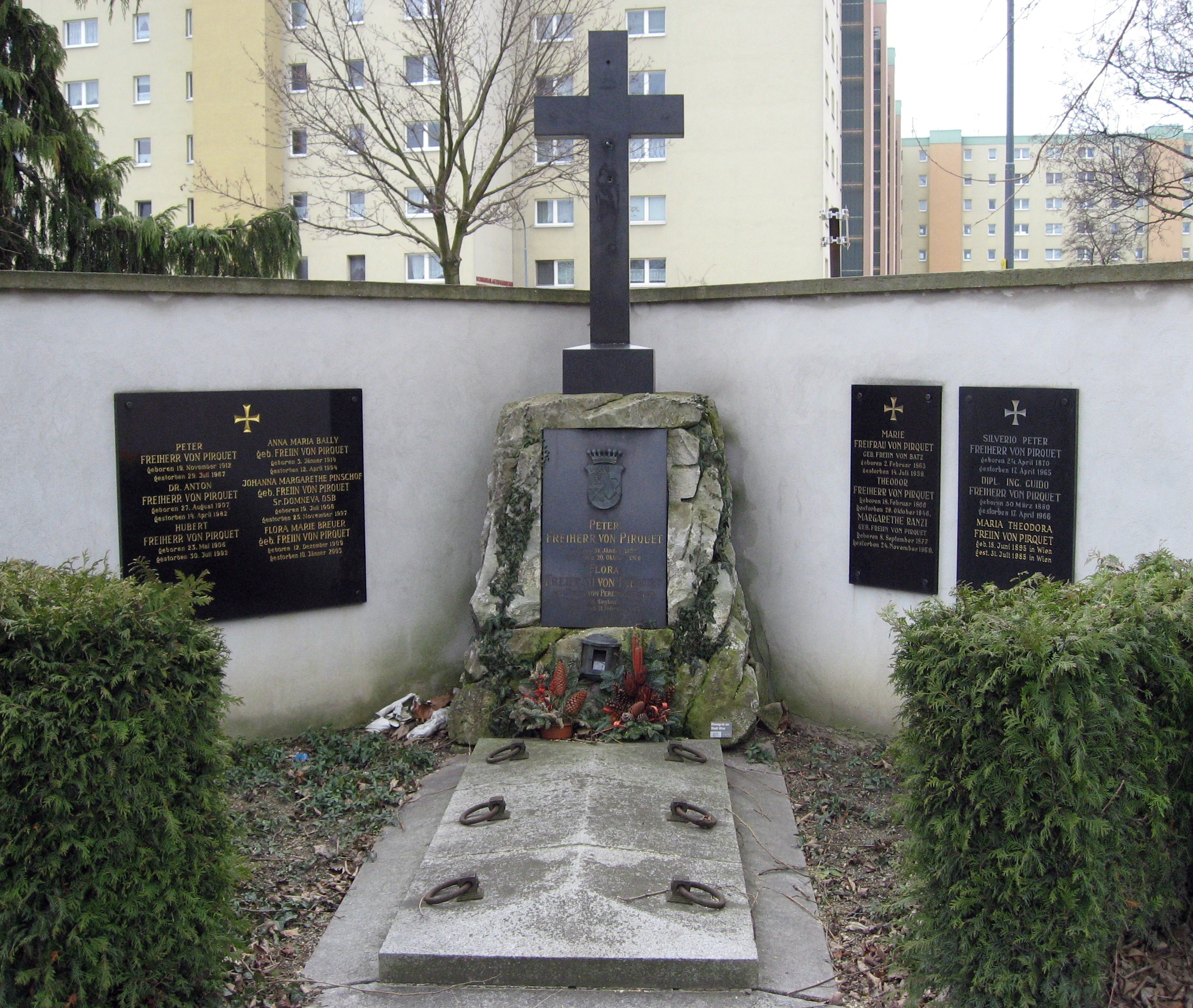
Guido von Pirquet

Der Friedhof Hirschstetten weist ein ehrenhalber gewidmetes Grab auf.
| Name              | Lebensdaten | Tätigkeit                      |
| ----------------- | ----------- | ------------------------------ |
| Guido von Pirquet | 1880–1966   | Grundbesitzer, Weltraumpionier |